# Liste des titres musicaux numéro un au classement radio en France en 2019 selon le SNEP
Cette page liste les titres musicaux numéro un au classement radio en France pour l'année 2019 selon le Syndicat national de l'édition phonographique (SNEP). Ce classement est établi par Yacast en partenariat avec le SNEP, d'après les diffusions radiophoniques de titres sur un panel de plus d'une centaine de radios françaises (musicales ou généralistes, nationales ou régionales).

## Classement des titres les plus diffusés par semaine
| №  | Date         | Artiste                         | Titre            | Réf.   |
| -- | ------------ | ------------------------------- | ---------------- | ------ |
| 1  | 4 janvier    | Lady Gaga & Bradley Cooper      | Shallow          | [ 1 ]  |
| 2  | 11 janvier   | Lady Gaga & Bradley Cooper      | Shallow          | [ 2 ]  |
| 3  | 18 janvier   | Lady Gaga & Bradley Cooper      | Shallow          | [ 3 ]  |
| 4  | 25 janvier   | Lady Gaga & Bradley Cooper      | Shallow          | [ 4 ]  |
| 5  | 1er février  | Lady Gaga & Bradley Cooper      | Shallow          | [ 5 ]  |
| 6  | 8 février    | Lady Gaga & Bradley Cooper      | Shallow          | [ 6 ]  |
| 7  | 15 février   | Angèle featuring Roméo Elvis    | Tout oublier     | [ 7 ]  |
| 8  | 22 février   | Dean Lewis                      | Be Alright (en)  | [ 8 ]  |
| 9  | 1er mars     | Dean Lewis                      | Be Alright (en)  | [ 9 ]  |
| 10 | 8 mars       | Dean Lewis                      | Be Alright (en)  | [ 10 ] |
| 11 | 15 mars      | Calvin Harris & Rag'n'Bone Man  | Giant            | [ 11 ] |
| 12 | 22 mars      | Calvin Harris & Rag'n'Bone Man  | Giant            | [ 12 ] |
| 13 | 29 mars      | Calvin Harris & Rag'n'Bone Man  | Giant            | [ 13 ] |
| 14 | 5 avril      | Calvin Harris & Rag'n'Bone Man  | Giant            | [ 14 ] |
| 15 | 12 avril     | Imagine Dragons                 | Bad Liar         | [ 15 ] |
| 16 | 19 avril     | Calvin Harris & Rag'n'Bone Man  | Giant            | [ 16 ] |
| 17 | 26 avril     | Calvin Harris & Rag'n'Bone Man  | Giant            | [ 17 ] |
| 18 | 3 mai        | Calvin Harris & Rag'n'Bone Man  | Giant            | [ 18 ] |
| 19 | 10 mai       | Calvin Harris & Rag'n'Bone Man  | Giant            | [ 19 ] |
| 20 | 17 mai       | Daddy Yankee featuring Snow     | Con Calma        | [ 20 ] |
| 21 | 24 mai       | Daddy Yankee featuring Snow     | Con Calma        | [ 21 ] |
| 22 | 31 mai       | Daddy Yankee featuring Snow     | Con Calma        | [ 22 ] |
| 23 | 7 juin       | Daddy Yankee featuring Snow     | Con Calma        | [ 23 ] |
| 24 | 14 juin      | Daddy Yankee featuring Snow     | Con Calma        | [ 24 ] |
| 25 | 21 juin      | Ed Sheeran & Justin Bieber      | I Don't Care     | [ 25 ] |
| 26 | 28 juin      | Ed Sheeran & Justin Bieber      | I Don't Care     | [ 26 ] |
| 27 | 5 juillet    | Ed Sheeran & Justin Bieber      | I Don't Care     | [ 27 ] |
| 28 | 12 juillet   | Ed Sheeran & Justin Bieber      | I Don't Care     | [ 28 ] |
| 29 | 19 juillet   | Ed Sheeran & Justin Bieber      | I Don't Care     | [ 29 ] |
| 30 | 26 juillet   | Ed Sheeran & Justin Bieber      | I Don't Care     | [ 30 ] |
| 31 | 2 août       | Ed Sheeran & Justin Bieber      | I Don't Care     | [ 31 ] |
| 32 | 9 août       | Ed Sheeran & Justin Bieber      | I Don't Care     | [ 32 ] |
| 33 | 16 août      | Ed Sheeran & Justin Bieber      | I Don't Care     | [ 33 ] |
| 34 | 23 août      | Ed Sheeran & Justin Bieber      | I Don't Care     | [ 34 ] |
| 35 | 30 août      | Ed Sheeran & Justin Bieber      | I Don't Care     | [ 35 ] |
| 36 | 6 septembre  | Shawn Mendes & Camila Cabello   | Señorita         | [ 36 ] |
| 37 | 13 septembre | Shawn Mendes & Camila Cabello   | Señorita         | [ 37 ] |
| 38 | 20 septembre | Shawn Mendes & Camila Cabello   | Señorita         | [ 38 ] |
| 39 | 27 septembre | Shawn Mendes & Camila Cabello   | Señorita         | [ 39 ] |
| 40 | 4 octobre    | Ed Sheeran featuring Khalid     | Beautiful People | [ 40 ] |
| 41 | 11 octobre   | Imagine Dragons featuring Elisa | Birds            | [ 41 ] |
| 42 | 18 octobre   | Ed Sheeran featuring Khalid     | Beautiful People | [ 42 ] |
| 43 | 25 octobre   | Ed Sheeran featuring Khalid     | Beautiful People | [ 43 ] |
| 44 | 1er novembre | Ed Sheeran featuring Khalid     | Beautiful People | [ 44 ] |
| 45 | 8 novembre   | Sia                             | Unstoppable      | [ 45 ] |
| 46 | 15 novembre  | Ed Sheeran featuring Khalid     | Beautiful People | [ 46 ] |
| 47 | 22 novembre  | Tones and I                     | Dance Monkey     | [ 47 ] |
| 48 | 29 novembre  | Tones and I                     | Dance Monkey     | [ 48 ] |
| 49 | 6 décembre   | Tones and I                     | Dance Monkey     | [ 49 ] |
| 50 | 13 décembre  | Tones and I                     | Dance Monkey     | [ 50 ] |
| 51 | 20 décembre  | Tones and I                     | Dance Monkey     | [ 51 ] |
| 52 | 27 décembre  | Tones and I                     | Dance Monkey     | [ 52 ] |

## Classement des titres les plus diffusés de l'année
Voici la liste des titres les plus diffusés lors de l'année 2019.
| No | Artiste                             | Titre                       |
| -- | ----------------------------------- | --------------------------- |
| 1  | Calvin Harris & Rag'n'Bone Man      | Giant                       |
| 2  | Ed Sheeran & Justin Bieber          | I Don't Care                |
| 3  | Lewis Capaldi                       | Someone You Loved           |
| 4  | Boulevard des Airs & Vianney        | Allez reste                 |
| 5  | Pedro Capó (en) & Farruko           | Calma (remix)               |
| 6  | Daddy Yankee featuring Snow         | Con Calma                   |
| 7  | Dermot Kennedy                      | Power over Me (en)          |
| 8  | Angèle featuring Roméo Elvis        | Tout oublier                |
| 9  | Angèle                              | Balance ton quoi            |
| 10 | Lady Gaga                           | Always Remember Us This Way |
| 11 | Clara Luciani                       | La Grenade                  |
| 12 | Shawn Mendes & Camila Cabello       | Señorita                    |
| 13 | DJ Snake & J. Balvin & Tyga         | Loco Contigo                |
| 14 | Lauren Daigle                       | You Say                     |
| 15 | Mabel                               | Don't Call Me Up (en)       |
| 16 | Lil Nas X featuring Billy Ray Cyrus | Old Town Road (remix)       |
| 17 | Ed Sheeran featuring Khalid         | Beautiful People            |
| 18 | Alec Benjamin & Alessia Cara        | Let Me Down Slowly (en)     |
| 19 | Imagine Dragons featuring Elisa     | Birds                       |
| 20 | Angèle                              | Flou                        |

## Chronologie
- Liste des titres musicaux numéro un au classement radio en France en 2018